# Krzysztof Michał Sapieha
Krzysztof Michał Sapieha (ur. 10 sierpnia 1607 roku w Różanej, zm. 17 sierpnia 1631 roku) – pisarz wielki litewski.
Był synem Lwa, bratem Jana Stanisława i Kazimierza Leona.
Po początkowej nauce w domu i Akademii Wileńskiej został wysłany w 1621 wraz z bratem Kazimierzem Leonem na studia zagraniczne, głównie w Monachium i Ingolstadcie. W 1624 zachorował na gruźlicę, co spowodowało powrót braci do domu. Po krótkim leczeniu ponownie udali się na zachód Europy, tym razem na uniwersytet w Lowanium, gdzie immatrykulował się w 1627. Resztę roku spędzili w Brukseli, po czym przenieśli się do Włoch, studiując w Bolonii (1628) i Padwie (1629). Postępująca choroba zmusiła go jednak do powrotu do kraju.
Poseł sejmiku wileńskiego na sejm nadzwyczajny 1629 roku. W sierpniu 1630 otrzymał tytuł podstolego litewskiego, a w marcu 1631 roku pisarstwo wielkie litewskie. Poseł powiatu smoleńskiego na sejm 1631 roku.
Zmarł 17 sierpnia 1631 roku.
Miał zamiłowania historyczne i literackie, był autorem m.in. historii Dymitra Samozwańca – Opowiedzenie dziejów Dymitra cara (dzieło zaginione) oraz rozprawy Theses politicae ex Aristotelis libris de republica (Lowanium, 1627).